# 塞维科纳韦罗
塞维科纳韦罗，是西班牙卡斯蒂利亚-莱昂帕伦西亚省的一个市镇。 总面积44平方公里，总人口252人（2001年），人口密度6人/平方公里。